# Puntarenas (prowincja)
Puntarenas – jedna z siedmiu prowincji Kostaryki, położona w południowej części kraju. Obejmuje wąski pas wybrzeża pacyficznego rozszerzający się nieco bardziej na południu przy granicy z Panamą. Ośrodkiem administracyjnym jest miasto Puntarenas (32,5 tys.). 
Prowincja Puntarenas graniczy z prowincjami Guanacaste, Alajuela, San José i Limón.
W skład prowincji wchodzi również położona 500 km na południe Wyspa Kokosowa.
Znajduje się tutaj kilka parków narodowych:
- Parque Nacional Corcovado
- Parque Internacional La Amistad
- Parque Nacional Manuel Antonio (morski)
- Parque Nacional Marino Ballena (morski)
- Parque Nacional Isla del Coco.

## Kantony
(w nawiasach ich stolice)
1. Aguirre (Quepos)
2. Buenos Aires (Buenos Aires)
3. Corredores (Ciudad Neily)
4. Coto Brus (São Vito)
5. Esparza (Esparza)
6. Garabito (Jacó)
7. Golfito (Golfito)
8. Montes de Oro (Miramar)
9. Osa (Puerto Cortés)
10. Parrita (Parrita)
11. Puntarenas (Puntarenas)